# Альфред Наккаш
Альфред Жорж Наккаш (фр. Alfred Georges Naccache або Naqqache, араб. ألفرد جورج النقاش; 3 травня 1888 — 26 вересня 1978) — ліванський політик, четвертий президент і дванадцятий прем'єр-міністр Лівану за часів французького мандату.
Був призначений на посаду президента Лівану після відставки П'єра-Жоржа Арлабоса, втім до 1 грудня 1941 року був виконувачем обов'язків, а після того офіційно вступив на посаду. 27 травня 1942 року відкрив Національний музей Бейрута. Від 1953 до 1955 року очолював міністерство закордонних справ.